# 安恩溥
安恩溥（1894年5月14日—1965年12月25日），男，彝族，原名安德鸿，后更名为安德化，字恩溥。雲南省鎮雄縣麻塘鄉瓜竹溝人。1948年在云南省第一选区当选第一届立法委员。曾任云南省民政厅厅长，为卢汉云南起义做出贡献。中国国民党革命委员会党员。

## 生平[2][3]
- 鎮雄州高等小學首屆畢業
- 1913年，考入昭通省立第二師範學校完全科[1]。
- 1916年初，在昭通参加了中华革命党[1]。
- 1916年1月上旬，参加护国军，编入雲南護國軍第一軍第一梯，此后随军入川，参加了滩头、黄桷树、横江、安边战斗及叙府争夺战。先后担任了備隊募兵委員、排長、連長[1]。
- 1917年10月25日，授陸軍步兵上尉[4]
- 1918年，在四川参加了哥老会[1]。
- 1919年7月，考入雲南陸軍講武堂第十四期步兵科，在此期间，结识了龙云。[1]
- 1921年初，于云南陆军讲武堂毕业，任滇軍近衛第十三團連長。秋参加护法战争，随军出师广西，参加了攻克柳州之役。
- 1922年春，随军回师云南。唐继尧“二次回滇”，重掌云南政权后，委任龙云为第五军军长，安恩溥相继担任第五军十六团参军副官、营长等职务[1]。
- 1923年，任滇東鎮守使署少校副官[1]。
- 雲南全省戒嚴司令部警衛營營長
- 1925年，参加第一次滇桂战争[1]。任建國聯軍第五軍第十三團中校團附。
- 1927年春，云南二六政变后，唐继尧下台流亡香港，龙云成为云南首屈一指的显赫人物，安恩溥相继担任滇军第七旅十三团营长、中校大队长、副团长等职务。同年夏，云南六一四政变后，安恩溥任二师二旅六团团长，并参加了与胡若愚、张汝骥的激战[1]。
- 1928年，任雲南省軍需局局長兼第十三路軍總指揮部軍官補充大隊大隊長[1]。
- 1929年，任国民革命军三十八军暂编第一团团长。奉命驻防滇川康黔四省交通枢纽昭通，除军务外，还兼管昭通所辖11县的政务，并兼任国民党昭通县党部委员。
- 1930年8月，通过实地考察，召集绅民会议，决定修浚昭鲁大河。本年率部清剿到川滇黔边区活动的土匪武装。任討逆軍第十路軍獨立第二旅旅長。为严明纪律，端正军风，制定“三训”(诚字神圣，勤字万能，我字万恶)、“三诫”(戒吹、戒赌、戒嫖)，严格训练部下[1]。
- 1931年春，决定疏通利济河(荔枝河)，该工程从根本上解决了昭通坝子饮用水污染问题。8月昭鲁大河治河工程基本结束，《民国昭通县志稿》称：“迄于今日，昭通西南两区一带水淹洼地悉得栽种，即遇大雨亦无浸患之虞，造福桑梓，增加农产，厥功匪浅矣。”秋，九一八事变后，云南救贫义勇军第一师更名为云南反日义勇军第一师。本年创办昭通民众实力股份有限公司，开垦观音寺荒地、办电灯厂、采矿等项目。开展昭通城市建设工作，在此后几年中相继扩宽昭通主要街道——陡街，兴建西大街，环城马路及十字马路，扩建迎丰桥，修建北兵营，使昭通“铺面尽改西式，街道宽平”。与此同时，还率部修筑了昭通到郊区的重要风景点大龙洞大道。倡导建成元宝山体育场，并命名为“逐日运动场”。[1]
- 1932年2月，捐资3000元，集资1000多元对昭通市区内唯一的公园“清官亭”进行大规模修整。5月云南省政府下令揖捕反日义勇军第一师师长蒋开榜。10月作《改建清官亭序》，告诫后“官斯土者”，“严夜暮之戒，绝苞苴之行，勿欺己以欺民，勿罔法以害众”。[1]
- 1933年7月底，派二旅龙营、常营到川滇边进剿云南反日义勇军第四路军，并于11月底将第四路军击溃。11月蒋开榜被捕，云南反日义勇军第一师停止活动。年底电灯公司80KW蒸气发电机安装完毕，投产发电。本年安恩溥按云南省政府通令，率部到盐津，将反日义勇军第五路军击溃。[1]
- 1934年10月，安恩溥按龙云指示，命令各县修筑城池碉堡，训练团队，编联保甲，清查共产党活动，防止红军一方面军长征入滇[1]。
- 1935年2月初至5月初，率部参加堵截尾追红军。夏，委派镇雄独立营营长陇承尧为镇、彝、威三县民团指挥，并派三团十一连、彭勤营和万保邦团参加对中国工农红军川滇黔边区游击纵队的第一次三省会剿。本年观音寺荒地开垦结束，总投资八万多镍洋，年可收谷三千余石。建“新民村”，开展移风易俗。建立煤矿，开发铁矿。
- 1936年2月，率二旅三团并征民工修筑昭威公路，次年9月完成路基工程。与此同时，还修筑了昭通至新民村的乡间公路。3月至4月率二旅参加堵截尾追红军二、六军团长征。下半年派彭勤营、补充队、田营与镇雄独立营一道参加对中国工农红军川滇黔边区游击纵队的第二次三省会剿。[1]
- 1936年4月1日，授陸軍少將[5]
- 1937年8月，任国民革命军陆军第六十军一二八师师长。10月8日率部为六十军先头部队出滇抗日，步行47日，跋涉4000余里，抵达长沙。12月中旬离长沙到南昌，此后，又到孝感整训部队。
- 1938年春，到武汉将官班珞珈山训练团受训。4月下旬至5月中旬参加了台儿庄会战。夏，六十军与五十八军、新三军合编为第三十军团，(此后又改编为第一集团军)。7月，任六十军军长。11月参加崇阳之战。[1]
- 1939年2月，参加南昌会战，在赣北奉新、靖安、安义等地与侵华日军激战。此后，在高安、万寿宫一带与侵华日军长期对峙。[1]
- 1940年9月，侵华日军大举由越南海防、谅山向河内前进，图谋入侵滇南，策应南下侵华日军。11月下旬为巩固边防，滇军作战军总部改为第一集团军总部，下设第一路、第二路军指挥部，安恩溥兼任第一路军指挥，下辖六十军和云南新编的一、三两旅。[1]
- 1941年，驻越侵华日军调动频繁，滇南的蒙自至屏边一带成为侵华日军主攻方向。[1]
- 1942年年初，安恩溥率六十军自江西返回云南。2月，到滇南蒙自，此后率一路军在河口红河以左的大小密麻，蛮耗、屏边至滇越铁路车站大树街一线驻防，阻止侵华日军由滇南北浸。本年滇南有备，侵华日军将主力转移到缅甸进犯滇西，滇南无战事。[1]
- 1943年，辞去一路军指挥兼六十军军长职务，离开滇南，赴重庆陆军大学学习[1]。
- 1945年10月，蒋介石发动倒龙政变，改组云南省政府，将龙云挟持到重庆，任命卢汉为云南省主席。安恩溥在陸軍大學特別班第七期毕业后回云南，不愿随军参加内战，暂栖昆明，静观时局变化，并常到重庆看望龙云，交换对时局的看法[1]。
- 獲頒忠勤勳章
- 獲頒勝利勳章
- 1947年年初，参加云南人民实业公司董事会、监事会选举工作，使选出的董监能听卢汉指挥，使卢汉对云南的财经得到确实的掌握。本年参加云南第一区立法委员会竞选，当选为南京立法院委员。此后，利用到南京开会之机，长期逗留，与被软禁在南京的龙云保持密切联系。[1]
- 1948年9月，安恩溥受卢汉邀请从南京回云南协助工作。12月安恩溥取道香港回云南，与逃脱软禁，寓居香港的龙云商谈争取云南起义问题。后受龙云指示回昆明策动卢汉云南起义[1]。
- 1949年1月20日，任雲南省政府委員兼民政廳廳長[6]
- 1949年2月1日，正式接替杨文清职务担任云南省民政厅厅长，此后，积极投入到协助卢汉起义、作好起义的准备、选派各县县长、整顿机构、培训骨干等重要工作上[1]。
- 1949年8月13日，龙云与黄绍竑等44人在香港发表了《我们对于现阶段中国革命的认识与主张》的声明。次日，龙云在香港接见记者中透露了卢汉云南起义的活动，甚至宣布“云南起义！”香港各报立即以大字标题刊登了“龙云策动云南正式起义”的消息，并说龙云派亲信到云南活动。此举导致了蒋介石对卢汉的不信任。1949年8月下旬，蒋介石从台湾飞抵重庆，召见卢汉。9月5日初卢汉到重庆面见蒋介石。9月7日下午，卢汉带着国民党国防部保密局局长毛人凤、西南区区长徐远举为首的国民党特务返回昆明，9月9日，卢汉宣布解散云南省参议会。当晚，大批军警在特务的率领下，逮捕了400余人，判处200余人的死刑，史称九九整肃。卢汉虽发动九九整肃，但他事先便秘密通知被列为重点整肃对象的杨青田等人速速隐蔽，并通过民主人士刘淑清把即将整肃的消息告知中共地下党员唐用九，使中共地下党昆明市委能事先采取各种应变措施，作好准备。九九整肃运动开始后安恩溥因被蒋介石列为整肃对象，便书面呈请辞去本兼各职，听候处理。1949年10月初，蒋介石下令军统云南站站长沈醉暗杀安恩溥，但沈醉的暗杀计划被肖本毅（云南讲武堂十四期毕业，与安恩溥同期）制止。10月底奉准卸去民政厅厅长、省训团训导长职务，并留昆明继续协助卢汉策动起义。1949年12月9日22时，卢汉正式通电全国：卢汉云南起义。[1]
- 1949年12月9日後，安恩溥任临时军政委员会委员、行政处长。
- 1950年年初，积极投入维持社会秩序、昆明保卫战和迎军接管的准备等工作，担任云南欢迎人民解放军莅昆大会筹备会主席团成员。2月20日，解放军正式举行进昆明的入城仪式。4月任昆明军事管制委员会委员、云南省人民政府委员。1950年6月继续担任云南省民政厅厅长至1958年9月。6月任云南省军政委员会委员，西南行政委员会委员。[1]
- 1954年4月任云南省人民代表大会代表，云南人民委员会委员。1956年5月，由龚自知、曾恕怀介绍加入中国国民党革命委员会，担任民革云南省委员会委员[1]。
- 1958年9月，在反右运动中，安恩溥被划为右派，撤职降级，调省政协工作，1961年摘掉右派帽子，在省人民政府参事室任参事[1]。

1965年12月25日，因心肌梗塞病故於昆明，终年71岁。1980年9月3日，中共云南省委统战部对他被错划为右派和受到的错误处分作了彻底的纠正。

## 所著回忆录[1]
1. 《顾品珍之死》
2. 《我所了解的龙云统治集团中部分彝族上层人物的活动情况》
3. 《滇军第三纵队追堵红军的经过》
4. 《抗日战争中第六十军一百八十二师在台儿庄作战的经过回忆》
5. 《龙云在云南起义前的活动》
6. 《卢汉在云南起义中》